# Biopsie
 (novembre 2016).
Si vous disposez d'ouvrages ou d'articles de référence ou si vous connaissez des sites web de qualité traitant du thème abordé ici, merci de compléter l'article en donnant les références utiles à sa vérifiabilité et en les liant à la section « Notes et références ».
Une biopsie  (du grec βιός / biós, « vie » et ὄψις / ópsis, « vue ») est le prélèvement d'une très petite partie d'un organe ou d'un tissu pour effectuer des examens concernant un être vivant. Elle peut être effectuée au moyen d'une aiguille ou par frottis sur tout type de tissu humain. Cette technique permet de déterminer ou de confirmer une pathologie soupçonnée. Elle est largement utilisée en oncologie, mais aussi en génétique, en neurologie, en dermatologie ou encore en hépatologie. Certaines maladies ne peuvent être identifiées que grâce à cet examen.

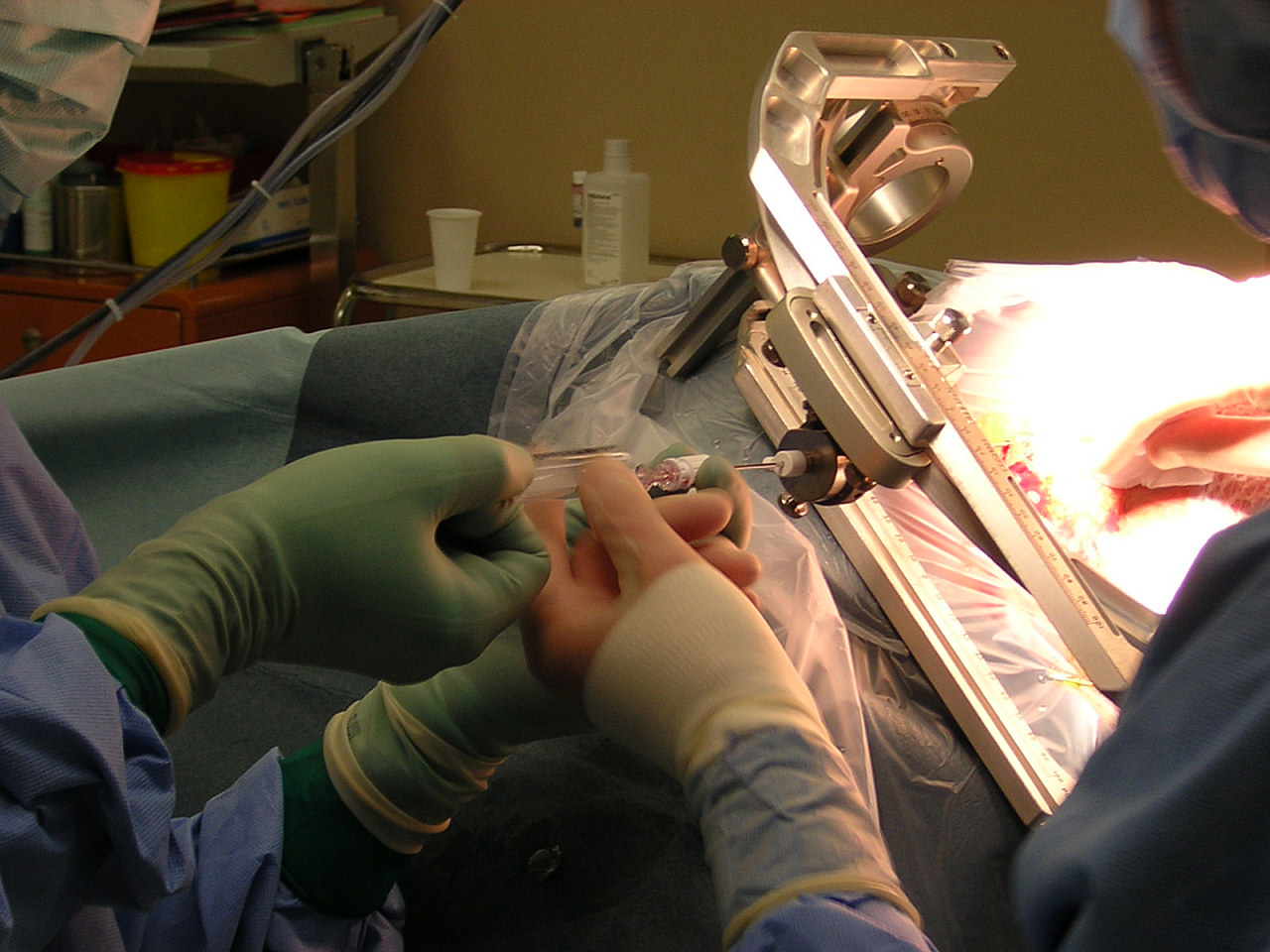
Biopsie du cerveau, (stéréotaxie).

## Description
La biopsie est utilisée pour obtenir un morceau de tissu à un endroit précis. Le prélèvement peut être soit de toute la région ciblée soit d’une partie. Il peut être fait de trois façons différentes, en fonction de la zone que l'on prélève. On peut donc effectuer un prélèvement en surface du tissu, un prélèvement en profondeur à l’aide d’une aiguille, ou encore un prélèvement par aspiration avec une seringue-aiguille.
Des échantillons sont parfois recueillis à l'aide de forceps placés en bout d'un dispositif optique appelé endoscope. Le médecin peut visualiser la surface des tissus (comme la paroi du gros intestin) grâce à cet instrument et utiliser une pince pour prélever les tissus de la région désirée.
Dans d'autres cas, l'échantillon de tissu peut être collecté grâce à une aiguille hypodermique. Il s'agit d'une grande aiguille creuse montée sur une seringue qui peut traverser la peau pour injecter des substances dans le corps. On utilise cette aiguille pour prélever des échantillons de foie ou de  reins par exemple.
En ce qui concerne les échantillons de muscles et de nerfs, on prélève une fraction de la cible après incision au bistouri.
Pour une biopsie obtenue à l’aide d’une aiguille, l’échantillonnage dépend de la conception de l'aiguille et de l'énergie de son insertion dans le tissu. L'aiguille utilisée est un tube avec une pointe capable de perforer les tissus. Comme l'aiguille s’enfonce dans le tissu, ce dernier va s’accumuler dans le tube. Quand elle est retirée du tissu, l’échantillon reste dans le tube et l'aiguille peut être récupérée pour l’analyse. Les échantillons de biopsie sont souvent examinés au moyen d'un microscope. L'objectif est de rechercher des anomalies dans les cellules des tissus. Cet examen peut se combiner d'une coloration de l'échantillon, ce qui permet notamment de détecter des molécules cibles. Les échantillons prélevés peuvent être utilisés pour divers tests biochimiques, notamment pour tester la présence et l'activité de certains gènes.

## Historique
Le terme biopsie a été utilisé pour la première fois par Besnier en 1879 pour désigner la technique employée lors du prélèvement sur le vivant d'un fragment d'organe ou de tissu.  Cette technique permet d’examiner au microscope l'échantillon prélevé. Cela permet d'apporter un diagnostic de certitude. On peut par exemple déterminer s'il y a des cellules cancéreuses ou non au niveau de la région précise où la biopsie a été effectuée.

## Balance bénéfice-risque
En plus de permettre de savoir s'il y a ou non une pathologie à un endroit précis, la biopsie peut donner un degré de gravité. Cela permet de prévoir le niveau de soin nécessaire.
Par exemple, le traitement d'un cancer n'est pas le même en fonction de la gravité des lésions, de la variété des cellules cancéreuses et de son étendue.  En effet, un cancer peut avoir des conséquences très différentes selon son niveau d'envahissement, à savoir s'il touche ou non certains tissus voisins ou à distance. Étant donné que les soins sont différents en fonction des cancers, il est primordial de savoir avec précision de quelle pathologie il s'agit.
La biopsie permet aussi de surveiller l'évolution d'une pathologie ou de vérifier l'efficacité d'un traitement.  Elle est utilisée afin de préciser le résultat d'un examen de cellules. Par exemple, on peut être amené à calculer l'activité d'enzymes (ce sont des protéines qui accélèrent certaines réactions sans en modifier les produits) au sein d'un tissu. En effet, ces enzymes sont souvent utilisées comme marqueur de maladies. Afin de pouvoir effectuer ces calculs, un échantillon de tissu que l'on examinera ensuite en laboratoire est nécessaire. Or, cet échantillon ne peut être prélevé que grâce à une biopsie. Cet examen est donc indispensable pour diagnostiquer de manière sûre certaines pathologies. C'est le cas pour des maladies qui entraînent des anomalies des nerfs, où il est primordial d'analyser des échantillons de nerfs endommagés afin de poser un diagnostic et de choisir un traitement adapté.
L'examen au microscope d'un échantillon de nerf peut révéler si la gaine de myéline protectrice qui entoure le nerf est intacte ou en voie de dégradation. Les biopsies musculaires peuvent avoir le même objectif. En effet, les maladies qui affectent la structure et/ou le fonctionnement des nerfs touchent les muscles dans lesquels passe le nerf. La perte de la fonction musculaire peut être la conséquence directe de dommages du système nerveux.
Malgré son grand intérêt diagnostic c’est un examen invasif qui n'est pas sans risque. Il existe des contre-indications pour éviter les complications les plus fréquentes. Elle est donc contre-indiquée s'il y a des facteurs de risques infectieux ou hémorragiques. Par exemple, un trouble de la coagulation sanguine ou encore une malformation vasculaire contre-indiquent la biopsie Ces contre-indications sont en rapport avec l'état général du patient et sont donc relatives.
En effet, tout acte peut être réalisé dès que le protocole de prise en charge du patient est établi en collaboration avec le médecin traitant. Il est donc nécessaire de prendre les précautions qui s'imposent devant tout patient à risque. La biopsie peut également être contre-indiquée lorsque la notion de continuité est compromise. En effet, il faut considérer la biopsie comme un des éléments de l'ensemble des mesures thérapeutiques. Or, la réalisation d'une biopsie peut entraîner des modifications de forme ou de volume.
Les complications les plus fréquentes de la biopsie :
- risque de dégénérescence maligne. C'est-à-dire qu'il y a transformation d’une lésion bénigne chronique en cancer. Il est causé à la suite du traumatisme représenté par l'acte lui-même. Il y a également un risque d'aggravation d'un processus malin évolutif. Certaines tumeurs, notamment les tumeurs vasculaires sont susceptibles de voir leur potentiel évolutif augmenté. Car lors de la biopsie, on provoque une effraction vasculaire et donc un risque de dissémination des cellules cancéreuses.  Lorsque la lésion est franchement maligne, ou que sa nature, sa taille ou sa localisation posent problème, la biopsie peut donc être contre-indiquée pour des raisons de faisabilité ou de compétence. Il devient alors préférable d'adresser le patient à des praticiens plus spécialisés ;
- risque hémorragique grave. En effet, un traumatisme des vaisseaux sanguins non visualisé peut entraîner une hémorragie lors de l'introduction du trocart. La lésion d'un organe de voisinage est également possible, mais reste tout de même plutôt rare ;
- désorganisation tissulaire de nature inflammatoire. Cette désorganisation est susceptible de désorienter ou de gêner l'appréciation de la thérapeutique par le praticien à qui le patient sera confié.

De nos jours la biopsie est radio-guidée, c'est-à-dire guidée grâce à la radiographie. De plus, elle est effectuée par des opérateurs qui s'avèrent être de plus en plus expérimentés.

## Classification

### Biopsie transcutanée
On l'appelle également ponction-biopsie. Pour l'effectuer, on utilise un trocart qui est monté sur un manche et qui est contenu dans une canule. Le geste biopsique est guidé grâce à l'échographie ou grâce au scanner. On associe parfois une aspiration à la seringue. Le forage permet d'obtenir une carotte de l'organe que l'on désire analyser : foie, rein, sein, poumon, plèvre…

#### Exemples d'application

##### Biopsie musculaire
La biopsie musculaire permet d'obtenir un morceau de muscle par incision ou grâce à l'utilisation d'une aiguille pour un prélèvement en profondeur.
Elle est réalisée pour de distinguer les troubles nerveux des troubles musculaires. On la pratique aussi dans le but d'identifier les troubles musculaires telle que la dystrophie par exemple. Elle permet également de déterminer l’activité métabolique du muscle, ou de voir s'il y a des infections du muscle par des parasites. La biopsie d'un muscle implique le prélèvement de nerfs car ils sont très présent à cet endroit. Mais cela n'entraîne pas de conséquences importantes, car le prélèvement est très petit.

##### Biopsie de nerf
Une biopsie de nerf est effectuée pour savoir quelle est la cause d'une affection du système nerveux périphérique sévère ou invalidante.
Parfois certains examens, comme les électromyogrammes ne sont pas suffisants pour apporter un diagnostic précis. La biopsie de nerf peut révéler des cas de lèpre, de vascularite nécrosante, d'inflammation du nerf, ou bien encore des dommages totaux ou partiels de la gaine de myéline.
Les lieux les plus fréquents pour les biopsies sont le nerf sural au niveau de la cheville et le nerf radial superficiel du poignet. On fait une anesthésie locale avant la biopsie. Ensuite, on fait une incision puis on prend un petit morceau de nerf. Souvent, on fait aussi une biopsie du muscle adjacent en même temps.
La procédure comporte quelques risques comme des réactions allergiques à l'anesthésie, des infections à la suite de l'examen ou encore des engourdissements causés par le retrait d'une partie du nerf.

##### Biopsie des glandes salivaires
La biopsie des glandes salivaires accessoires est devenue un examen systématique dans la recherche de l'étiologie d'un syndrome sec ou dans le bilan diagnostique d'une sarcoïdose, d'une amylose ou d'une autre maladie auto-immune.
Il s'agit d'un geste simple qui consiste en une incision de quelques millimètres de la lèvre inférieure. Avant l'examen, la bouche doit être propre. Le patient est couché sur le dos, la tête légèrement surélevée. Une anesthésie est pratiquée par une injection locale à l'aide d'une aiguille sous cutanée très fine. À l'aide d'une incision de 1,5 à 2 cm de longueur de la muqueuse labiale inférieure. On isole et on prélève au minimum 5 à 6 glandes salivaires accessoires. La plaie est ensuite suturée.
Après l'examen, pour éviter l'accrochage des aliments sur un fil de suture, il faut rincer la bouche après chaque repas. Les plats épicés ou acides sont à éviter pendant quelques jours.
Cet examen est souvent utilisé en pratique courante en raison de son innocuité (peu douloureux, peu d'incidents secondaires) et de l'accessibilité des glandes. De plus, il y a très peu d'effets secondaires, seulement parfois des hématomes de la lèvre ou une anesthésie locale régressive. D'une manière générale, les résultats obtenus sont très satisfaisants. Certains ont prôné l'étude des glandes salivaires palatines ou celle de la glande sublinguale. Cela permet l'obtention d'une plus grande quantité de parenchyme salivaire.
Par contre, si on veut une plus grande quantité de parenchyme salivaire, on peut pratiquer une biopsie des glandes salivaires principales. Mais cette opération présente des risques neurologiques comme l'atteinte du nerf facial dans la parotide. La parotide est la plus volumineuse des glandes salivaires.

##### Biopsie osseuse
Cette biopsie permet notamment de savoir si une tumeur est maligne ou non. En outre elle permet de suivre son évolution et son éventuelle propagation. La biopsie est un examen diagnostique qui se fait sous anesthésie locale. Elle peut se faire aussi bien dans un bloc opératoire que chez un médecin spécialiste.
La biopsie osseuse intervient surtout chez les patients atteints :
- d’ostéopénie. Diminution de la masse osseuse pour un patient comparé à un sujet témoin de même âge, même sexe et même origine ethnique. La biopsie est réalisée pour faire une quantification via l’histologie ;
- de tumeurs osseuses malignes ou bénignes ;
- d’ostéoporose ;
- d’ostéomyélite ;
- de la maladie des os de verre.

La biopsie intervient le plus souvent après des examens plus faciles à réaliser comme les radiographies ou les examens sanguins. L’examen ne peut se faire sans le consentement libre et éclairé du patient. La biopsie doit être réalisée sur un os proche de la surface de la peau et de préférence loin des organes et des vaisseaux sanguins. Pour cela la biopsie osseuse se fait le plus souvent sur les crêtes iliaques.
L’acte consiste à insérer une aiguille appelée trocart. Il est constitué d'une tige en métal, de forme cylindrique et terminée par une pointe triangulaire très coupante. Cette pointe est suppléée par un outil appelé mandrin qui permet de lui faire subir une rotation. Cette aiguille permet de prélever un morceau d’os à la façon d’un carottage et d'extraire celui-ci rapidement. Le but est de réaliser un point de compression très rapidement après l’extraction afin d’éviter toute hémorragie. Le prélèvement est ensuite placé dans un liquide de fixation pour l’envoyer au laboratoire d’analyse. La biopsie osseuse s’inscrit dans une démarche thérapeutique et ne peut être envisagée comme une intervention exploratrice. C’est pourquoi cet examen est souvent complété par un traitement chirurgical, notamment pour les tumeurs bénignes. Lors de l’acte chirurgical, les praticiens sont souvent aidés par des outils d’imagerie tels que les scanners. Cela permet de bien situer la zone où effectuer le prélèvement.
La biopsie osseuse n’est pas un acte anodin. En effet, un des risques les plus importants de cet acte est la fragilisation de l’os pouvant aller jusqu'à sa fracture. L'intervention comporte aussi des risques d'hémorragies. C'est pourquoi après l’examen, il est recommandé de rester au moins 24 h allongé afin d’éviter tout saignements au niveau de la réalisation de la biopsie.

### Biopsie endoscopique
Pour l'effectuer, on utilise un endoscope. C'est un appareil qui permet d'observer et de faire la ponction en même temps. Le but de cet examen est de prélever un petit fragment d'organe ou de tumeur grâce à des instruments introduits en même temps que l'endoscope. Parfois, des instruments opératoires permettant de traiter la lésion sont utilisés avec l'endoscopie. Le tube digestif est souvent exploré de cette façon. Il s'agit de la fibroscopie gastroduodénale et de la coloscopie. On procède de la même façon pour l'utérus, la vessie, et les bronches. L'abdomen, par l'intermédiaire d'une petite incision cutanée, est également explorable grâce à l'endoscopie. La biopsie de certains organes abdominaux (ovaires, ganglions, péritoine) est possible. De la même manière, la plèvre est visualisée au cours d'une cœlioscopie ou d'une pleuroscopie.

### Biopsie chirurgicale
Elle est réalisée par le chirurgien au bloc opératoire. Elle est utilisée soit quand la lésion est trop profonde, soit quand on désire faire en même temps un geste thérapeutique. On parle de biopsie « extemporanée » quand l'examen au microscope est effectué immédiatement et que le chirurgien attend les résultats pour poursuivre ou pas son opération.

#### Exemple: Biopsie cérébrale
Une IRM ou un scanner sont souvent réalisés avant la procédure pour localiser la zone où la biopsie sera réalisée. On effectue la biopsie avec une aiguille après avoir ouvert la boîte crânienne. Depuis le milieu des années 1990, la tête du patient n’est plus immobilisée au cours de la procédure par une armature externe. La localisation précise est donnée par un système informatique. Cela évite de créer des dommages au niveau d'autres régions du cerveau. La biopsie du cerveau est une procédure délicate qui comporte des risques sérieux. En effet, contrairement à une biopsie de la peau, affecter quelques nerfs n'est pas le seul risque. Le cerveau est une zone sensible et complexe, et travailler à ce niveau là peut entraîner des dommages irréversibles pour le patient. Pour la réalisation de biopsies cérébrales très précises, le chirurgien peut être assisté par un dispositif robotisé d’assistance à la neurochirurgie. Ce système permet d'effectuer l’acte chirurgical de manière sûre et fiable.
En 2013, 2014 et 2016, la startup Medimprint valide à Clinatec au cours d’essais précliniques un dispositif de biopsie dont le stylet chirurgical possède à son extrémité une puce de silicium microstructuré. Ce stylet à empreinte tissulaire n'enlevant que 50 micromètres de tissu biologique au lieu des 500 à 1 000 pour les biopsies traditionnelles.

### Biopsie-exérèse
Elle permet de retirer la totalité d'une lésion afin de pratiquer un examen au microscope, et donc un examen plus complet. Elle est souvent utilisée en médecine de la grossesse, afin de faire des prélèvements au niveau du placenta pour déterminer s'il y a ou non une anomalie fœtale. On l'effectue au niveau du col de l'utérus ou de la paroi abdominale de la femme qui attend le bébé.